# Невіандт Костянтин Олександрович
Костянтин Олександрович Невіандт (1869 — 1919) — державний діяч Російської імперії, депутат Державної думи Російської імперії IV скликання від Полтавської губернії, земський діяч у Полтавському повіті й губернії, власник маєтку в селі Крутий Берег під Полтавою.

## Життєпис
Народився 1869 року у родині Олександра Федоровича Невіандта, який мав великі маєтки на Брянщині й Харківщині та його дружини Агрипіни Петрівни (уродженої Дельсаль). Невіандти походять від гірничого інженера голландського походження, який на самому початку 18 століття перебрався до Росії.
Здобув військову освіту в Орловському кадетському корпусі та Миколаївському кавалерійському училищі в Санкт-Петербурзі. Надалі служив у Олександрійському 15-му драгунському полку, звідки вийшов у званні корнета. Поручик при відставці, 1901..
У 1902—1906 роках служив земським начальником, у 1906—1912 — був членом Полтавської губернської землевпорядної комісії; також з 1906 року був членом ревізійної комісії Полтавського губернського земства. Гласний повітового та губернського земств, з 1908 — гласний Полтавської міської думи. Почесний мировий суддя. Володів чотирмастами тринадцятьма десятинами землі в селі Крутий Берег..
18 жовтня 1912 року обраний депутатом Державної думи Російської імперії IV скликання від Полтавської губернії. Входив до фракції російських націоналістів та помірно-правих.
16 липня 1913 року виключений зі складу думи через призначення на посаду голови відділу міського господарства Головного управління у справах місцевого господарства Міністерства внутрішніх справ. На місце Костянтина Невіандта в думу було обрано Михайла Коваленка. У тому ж році мав чин надвірного радника.
Одружений (дружина Софія Олександрівна), мав двох дочок - Ніну (1895-1990) і Зінаїду (1897-1971). Обидві емігрували, похоронені в США на Ново-Дівєєвському православному кладовищі.
12 грудня 1917 року селяни пограбували маєток Костянтина Невіандта в Крутому Березі .
Брав участь у громадянській війні в Росії в складі білогвардійських сил, помер від тифу в Ростові-на-Дону 13 квітня 1919 року.